# Gondysia pertorrida
Gondysia pertorrida är en fjärilsart som beskrevs av Emilio Berio 1955. Gondysia pertorrida ingår i släktet Gondysia och familjen nattflyn. Inga underarter finns listade i Catalogue of Life.

## Bildgalleri

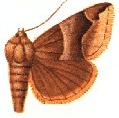